# Alaska SeaLife Center
El Alaska SeaLife Center (literalmente: Centro de Vida Marina de Alaska en español) es el único acuario público de Alaska, además de centro de rescate de la vida marina de Alaska. Está localizado a las orillas de la Bahía Resurrección, en Seward, Alaska, Estados Unidos. Abierto desde mayo de 1998, está dedicado a entender y mantener la integridad del ecosistema marino de Alaska por medio de la investigación, conservación y educación al público. Es la única instalación en e mundo dedicada específicamente a estudiar el medio ambiente marino del norte y el único diseñado a la intemperie para combinar la investigación con la educación pública y componentes para los visitantes.
El proyecto costó 55 millones de dólares. La Conciliación (Derecho) del Desastre del Exxon Valdez recaudó 37,5 millones para la investigación y la rehabilitación. Otros 12 millones fueron recaudados vendiendo bonos y 1,1 millones fueron recaudados localmente por donaciones privadas.
El Alaska SeaLife Center es una organización privada sin fines de lucro con aproximadamente 105 empleados de tiempo completo y un personal de voluntarios e internos.